# Liste der Provinzen der Dominikanischen Republik
Die Dominikanische Republik ist in 31 Provinzen (provincias) gegliedert, die von einem vom Staatspräsidenten ernannten Gouverneur (gobernador) verwaltet werden. Der Nationale Distrikt (Distrito Nacional), umgeben von der Provinz Santo Domingo, ist der Kern der nationalen Hauptstadt Santo Domingo. Er ist keine Provinz, funktioniert aber de facto wie die 31 Provinzen, ist wie diese in Senat und Abgeordnetenkammer vertreten, hat aber keinen ernannten Gouverneur, sondern einen gewählten Bürgermeister (alcade); er wird deshalb in manchen Statistiken als Gemeinde geführt.
Die Provinzen sind ihrerseits in 158 Gemeinden (municipios) und 235 Gemeindebezirke (distritos municipales) gegliedert (Stand 2021).

## Provinzen

Einteilung in Provinzen und den Distrito Nacional der Dominikanischen Republik

| Flagge | Provinz Distrito Nacional | Hauptstadt                   | Fläche (km2) | Bevölkerung 2021 | Dichte   | Karte |
| ------ | ------------------------- | ---------------------------- | ------------ | ---------------- | -------- | ----- |
|        | Azua                      | Azua                         | 2.531,77     | 222.610          | 86,59    |       |
|        | Baoruco                   | Neiba                        | 1.282,23     | 101.306          | 77,40    |       |
|        | Barahona                  | Barahona                     | 1.739,38     | 189.100          | 108,49   |       |
|        | Dajabón                   | Dajabón                      | 1.020,73     | 66.675           | 63,95    |       |
|        | Duarte                    | San Francisco de Macorís     | 1.605,35     | 299.583          | 183,70   |       |
|        | El Seibo                  | Santa Cruz del Seibo         | 1.786,80     | 94.049           | 63,58    |       |
|        | Elías Piña                | Comendador                   | 1.426,20     | 63.303           | 35,51    |       |
|        | Espaillat                 | Moca                         | 838,62       | 240.428          | 281,97   |       |
|        | Hato Mayor                | Hato Mayor del Rey           | 1.329,29     | 85.747           | 64,37    |       |
|        | Hermanas Mirabal          | Salcedo                      | 440,43       | 92.045           | 209,78   |       |
|        | Independencia             | Jimaní                       | 2.006,44     | 58.951           | 27,73    |       |
|        | La Altagracia             | Higüey                       | 3.010,34     | 360.874          | 104,61   |       |
|        | La Romana                 | La Romana                    | 653,95       | 274.894          | 397,59   |       |
|        | La Vega                   | Concepción de la Vega        | 2.287,24     | 412.469          | 176,64   |       |
|        | María Trinidad Sánchez    | Nagua                        | 1.271,71     | 140.954          | 111,17   |       |
|        | Monseñor Nouel            | Bonao                        | 992,39       | 174.959          | 171,51   |       |
|        | Monte Cristi              | San Fernando de Monte Cristi | 1.924,35     | 117.736          | 59,22    |       |
|        | Monte Plata               | Monte Plata                  | 2.632,14     | 191.447          | 71,68    |       |
|        | Pedernales                | Pedernales                   | 2.074,53     | 35.280           | 16,12    |       |
|        | Peravia                   | Baní                         | 792,33       | 198.499          | 241,62   |       |
|        | Puerto Plata              | Puerto Plata                 | 1.852,90     | 333.940          | 177,29   |       |
|        | Samaná                    | Samaná                       | 853,74       | 113.036          | 125,62   |       |
|        | San Cristóbal             | San Cristóbal                | 1.265,77     | 643.595          | 505,93   |       |
|        | San José de Ocoa          | San José de Ocoa             | 855,40       | 53.833           | 45,11    |       |
|        | San Juan                  | San Juan de la Maguana       | 3.569,39     | 220.264          | 266,12   |       |
|        | San Pedro de Macorís      | San Pedro de Macorís         | 1.255,46     | 306.002          | 83,66    |       |
|        | Sánchez Ramírez           | Cotuí                        | 1.196,13     | 151.888          | 121,09   |       |
|        | Santiago                  | Santiago de los Caballeros   | 2.836,51     | 1.052.088        | 355,30   |       |
|        | Santiago Rodríguez        | San Ignacio de Sabaneta      | 1.111,14     | 57.209           | 51,71    |       |
|        | Santo Domingo             | Santo Domingo Este           | 1.301,84     | 2.955.339        | 2036,08  |       |
|        | Valverde                  | Mao                          | 823,38       | 177.865          | 207,06   |       |
|        | Distrito Nacional         | Santo Domingo                | 104,44       | 1.049.567        | 9.651,45 |       |

## Übergeordnete regionale Gliederung
Das Präsidialdekret 710-2004 legt die administrative Gliederung des Landes fest, die die Umsetzung der öffentlichen Politik erleichtern soll. Alle staatlichen Stellen müssen ihre Planungen und deren Ausführung auf diese Regelung abstimmen. Sie hat die folgenden Ziele:
- die Verwaltung und die öffentlichen Funktionen des Staates zu dezentralisieren
- die regionale Entwicklung zu fördern
- die Teilnahme der Gemeinde und ihrer verschiedenen Organisationen am politischen Prozess zu gewährleisten
- die Kontinuität in der Verwaltung der öffentlichen Funktion zu gewährleisten

Das Dekret teilt das Land in drei Makroregionen ein:
1. Makroregion Cibao (oder Norte)
2. Makroregion Sur (oder Suroeste)
3. Makroregion Oriental (oder Este, Sureste)

Ihrerseits gliedern sich die Makroregionen in zehn Entwicklungsregionen:

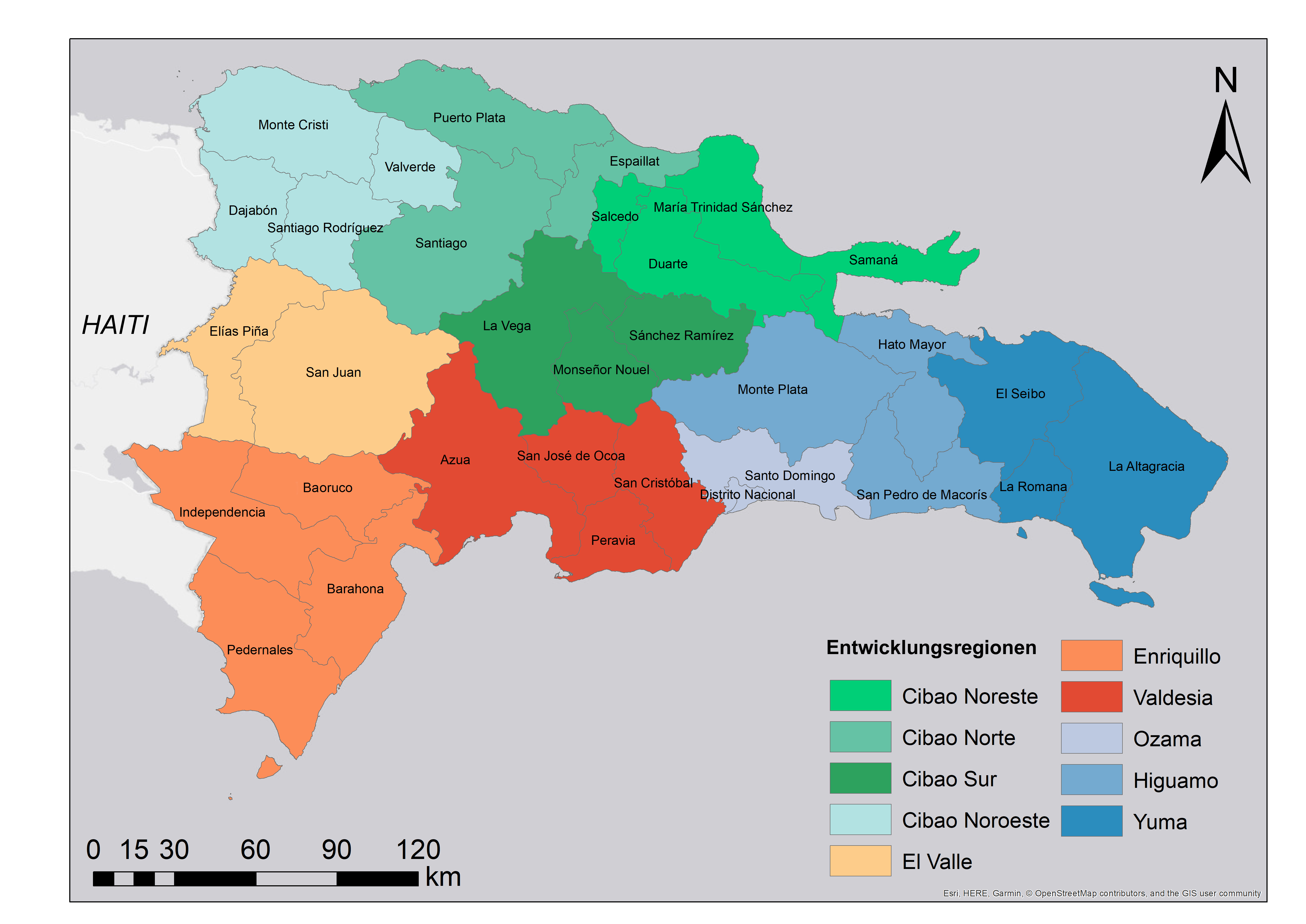
Entwicklungsregionen der Dominikanischen Republik

| Makroregion        | Nummer | Entwicklungs- regionen | Provinz                |
| ------------------ | ------ | ---------------------- | ---------------------- |
| Cibao              | I      | Cibao Norte            | Espaillat              |
| Cibao              | I      | Cibao Norte            | Puerto Plata           |
| Cibao              | I      | Cibao Norte            | Santiago               |
| Cibao              | II     | Cibao Sur              | La Vega                |
| Cibao              | II     | Cibao Sur              | Monseñor Nouel         |
| Cibao              | II     | Cibao Sur              | Sánchez Ramírez        |
| Cibao              | III    | Cibao Nordeste         | Duarte                 |
| Cibao              | III    | Cibao Nordeste         | Hermanas Mirabal       |
| Cibao              | III    | Cibao Nordeste         | María Trinidad Sánchez |
| Cibao              | III    | Cibao Nordeste         | Samaná                 |
| Cibao              | IV     | Cibao Noroeste         | Dajabón                |
| Cibao              | IV     | Cibao Noroeste         | Monte Cristi           |
| Cibao              | IV     | Cibao Noroeste         | Santiago Rodríguez     |
| Cibao              | IV     | Cibao Noroeste         | Valverde               |
| Sur                | V      | Valdesia               | Azua                   |
| Sur                | V      | Valdesia               | Peravia                |
| Sur                | V      | Valdesia               | San José de Ocoa       |
| Sur                | V      | Valdesia               | San Cristóbal          |
| Sur                | VI     | El Valle               | Elías Piña             |
| Sur                | VI     | El Valle               | San Juan               |
| Sur                | VII    | Enriquillo             | Barahona               |
| Sur                | VII    | Enriquillo             | Baoruco                |
| Sur                | VII    | Enriquillo             | Independencia          |
| Sur                | VII    | Enriquillo             | Pedernales             |
| Oriental oder Este | VIII   | Yuma                   | La Romana              |
| Oriental oder Este | VIII   | Yuma                   | La Altagracia          |
| Oriental oder Este | VIII   | Yuma                   | El Seibo               |
| Oriental oder Este | IX     | Higuamo                | Hato Mayor             |
| Oriental oder Este | IX     | Higuamo                | Monte Plata            |
| Oriental oder Este | IX     | Higuamo                | San Pedro de Macorís   |
| Oriental oder Este | X      | Ozama                  | Distrito Nacional      |
| Oriental oder Este | X      | Ozama                  | Santo Domingo          |